# Oltraggio al pudore (Riccardo Schicchi)
Oltraggio al pudore è l'autobiografia di Riccardo Schicchi pubblicata nel 1995 per la Arbor. Nel 30° anniversario il libro viene rieditato (sia nella versione cartacea che in e-book) con una nuova versione, MTS Edizioni, con postfazione di Éva Henger e prefazione di Debora Attanasio.

## Edizione 1995
Si tratta dell'autobiografia che Riccardo Schicchi dettava alla sua segretaria Debora Attanasio in cui viene descritto anche come provocazioni e trasgressioni hanno cambiato il costume degli italiani.
Riccardo Schicchi, il re del porno, si spinge oltre i limiti imposti dal comune senso del pudore e dalla morale tradizionale; viene dunque sdoganata e sghettizzata la pornografia che si trasforma man mano in un fenomeno di largo consumo, da cui ne derivarono anche scandali e polemiche. L'obiettivo di Riccardo Schicchi era abbattere i tabù e le barriere che andavano a soffocare la libertà sessuale ed affettiva.

## Edizione 2025
30 anni dopo, nel 2025, viene pubblicata una nuova edizione a cura di Éva Henger per MTS Edizioni, con aggiunta di prefazione a firma di Debora Attanasio e postfazione a firma della moglie Éva Henger con un epilogo composto da capitoli che rispecchiano una prospettiva più intima e personale.
Il libro viene promosso in contemporanea con il film Diva Futura durante il TG5 del 31 gennaio 2025 condotto da Cesara Buonamici. La presentazione in anteprima si è avuta il 2 febbraio a Roma presso il Circolo Montecitorio.
La data scelta per la pubblicazione è il 14 febbraio, giorno di San Valentino, uscendo sul mercato pochi giorni dopo l'uscita al cinema di Diva Futura per la regia di Giulia Louise Steigerwalt, lungometraggio che tratta delle vicende legate all'omonima agenzia di Riccardo Schicchi.

## Edizioni
- Riccardo Schicchi, Oltraggio al pudore, Palermo, Arbor, 1995, ISBN 88-86325-20-7.
- Riccardo Schicchi, Oltraggio al pudore, a cura di Éva Henger, prefazione di Debora Attanasio, postfazione di Éva Henger, MTS Edizioni, 2025  [1995], ISBN 9791281849167.